# Red Bull RB12
Der Red Bull RB12 ist der zwölfte Formel-1-Rennwagen von Red Bull Racing. Er wird in der Formel-1-Weltmeisterschaft 2016 eingesetzt. Am 22. Februar 2016 wurde er auf dem Circuit de Barcelona-Catalunya der Öffentlichkeit vorgestellt.

## Technik und Entwicklung
Der RB12 ist das Nachfolgemodell des RB11 und eine Weiterentwicklung des Vorgängermodells.
Wie bereits der RB11, bestand auch der RB12 die erforderlichen Crashtests erst kurz vor dem Beginn der ersten Testfahrten vor der Saison.
Angetrieben wird der RB12 von einem 1,6-Liter-V6-Motor von Renault mit einem Turbolader, der aus Marketing-Gründen TAG Heuer genannt wird.

## Lackierung und Sponsoring
Bereits vor der Fahrzeugpräsentation wurde am 17. Februar 2016 in London die Lackierung des Fahrzeugs vorgestellt. Die Grundfarbe ist Dunkelblau, die Total-Logos auf den Frontflügelendplatten und dem Heckflügel geben dem Fahrzeug in der Seitenansicht zusätzliche rote Farbakzente. Auf dem Fahrzeug sind großflächige Aufkleber von Red Bull platziert, auf der Motorhaube und an der Nase das Red-Bull-Logo, auf Front- und Heckflügel sowie seitlich auf dem Monocoque der Red-Bull-Schriftzug. Weitere sichtbare Sponsoren sind Aston Martin, AT&T, die EXNESS Gruppe, Hisense, Rauch, Siemens und TAG Heuer.

## Fahrer
Red Bull Racing bestritt die ersten vier Rennen der Saison erneut mit dem Fahrerduo Daniel Ricciardo und Daniil Kwjat. Ab dem Großen Preis von Spanien wurde Kwjat durch Max Verstappen ersetzt.

## Saison 2016
Der RB12 war nach dem Mercedes F1 W07 Hybrid über die Saison gesehen das zweitschnellste Fahrzeug des Starterfeldes. Geriet man zu Saisonbeginn zunächst ins Hintertreffen gegenüber Ferrari, gelangen dem Team deutliche Fortschritte durch die Weiterentwicklung des Wagens und der Antriebseinheit durch Renault, so dass Red Bull am Ende der Saison klar auf dem zweiten Platz der Konstrukteurswertung lag.
Das Team profitierte dabei in Spanien und Malaysia von Kollisionen bzw. einem Motorschaden der Mercedes-Piloten, so dass Ricciardo und Verstappen jeweils einen Rennsieg feierten. Außerdem erreichte Ricciardo in Monaco die einzige Pole-Position der Saison, die nicht von Lewis Hamilton oder Nico Rosberg erzielt wurde. Ricciardo erzielte zudem den dritten Rang in der Fahrerwertung.

## Ergebnisse
| Fahrer                          | Nr.                             | 1   | 2 | 3 | 4  | 5 | 6   | 7 | 8 | 9 | 10 | 11 | 12 | 13 | 14 | 15 | 16 | 17 | 18  | 19 | 20 | 21 | Punkte | Rang |
| ------------------------------- | ------------------------------- | --- | - | - | -- | - | --- | - | - | - | -- | -- | -- | -- | -- | -- | -- | -- | --- | -- | -- | -- | ------ | ---- |
| Formel-1-Weltmeisterschaft 2016 | Formel-1-Weltmeisterschaft 2016 |     |   |   |    |   |     |   |   |   |    |    |    |    |    |    |    |    |     |    |    |    | 468    | 2.   |
| D. Ricciardo                    | 3                               | 4   | 4 | 4 | 11 | 4 | 2   | 7 | 7 | 5 | 4  | 3  | 2  | 2  | 5  | 2  | 1  | 6  | 3   | 3  | 8  | 5  | 468    | 2.   |
| D. Kwjat                        | 26                              | DNS | 7 | 3 | 15 |   |     |   |   |   |    |    |    |    |    |    |    |    |     |    |    |    | 468    | 2.   |
| M. Verstappen                   | 33                              |     |   |   |    | 1 | DNF | 4 | 8 | 2 | 2  | 5  | 3  | 11 | 7  | 6  | 2  | 2  | DNF | 4  | 3  | 4  | 468    | 2.   |

| Legende  | Legende            | Legende                                                          |
| Farbe    | Abkürzung          | Bedeutung                                                        |
| -------- | ------------------ | ---------------------------------------------------------------- |
| Gold     | –                  | Sieg                                                             |
| Silber   | –                  | 2. Platz                                                         |
| Bronze   | –                  | 3. Platz                                                         |
| Grün     | –                  | Platzierung in den Punkten                                       |
| Blau     | –                  | Klassifiziert außerhalb der Punkteränge                          |
| Violett  | DNF                | Rennen nicht beendet (did not finish)                            |
| Violett  | NC                 | nicht klassifiziert (not classified)                             |
| Rot      | DNQ                | nicht qualifiziert (did not qualify)                             |
| Rot      | DNPQ               | in Vorqualifikation gescheitert (did not pre-qualify)            |
| Schwarz  | DSQ                | disqualifiziert (disqualified)                                   |
| Weiß     | DNS                | nicht am Start (did not start)                                   |
| Weiß     | WD                 | zurückgezogen (withdrawn)                                        |
| Hellblau | PO                 | nur am Training teilgenommen (practiced only)                    |
| Hellblau | TD                 | Freitags-Testfahrer (test driver)                                |
| ohne     | DNP                | nicht am Training teilgenommen (did not practice)                |
| ohne     | INJ                | verletzt oder krank (injured)                                    |
| ohne     | EX                 | ausgeschlossen (excluded)                                        |
| ohne     | DNA                | nicht erschienen (did not arrive)                                |
| ohne     | C                  | Rennen abgesagt (cancelled)                                      |
| ohne     | keine WM-Teilnahme |                                                                  |
| sonstige | P/fett             | Pole-Position                                                    |
| sonstige | 1/2/3/4/5/6/7/8    | Punktplatzierung im Sprint-/Qualifikationsrennen                 |
| sonstige | SR/kursiv          | Schnellste Rennrunde                                             |
| sonstige | *                  | nicht im Ziel, aufgrund der zurückgelegten Distanz aber gewertet |
| sonstige | ()                 | Streichresultate                                                 |
| sonstige | unterstrichen      | Führender in der Gesamtwertung                                   |